# ديواين لويس
ديواين لويس (بالإنجليزية: DeWayne Lewis)‏ هو لاعب كرة قدم أمريكية أمريكي، ولد في 4 أكتوبر 1985 في لوبوك في الولايات المتحدة.